# Museo de Arte Contemporáneo de Traiguén
Museo de Arte Contemporáneo de Traiguén es un museo de arte contemporáneo chileno ubicado en la comuna de Traiguén, región de la Araucanía.
Fue fundado en 2004 por iniciativa de la Municipalidad de Traiguén, durante la gestión del alcalde Luis Álvarez, y diseñado por los arquitectos del municipio Felipe Miranda e Ignacio Urzúa. El edificio tiene 260 m² y fue construido principalmente con madera de pino oregón y ciprés.